# Lucas Heights (Auckland)
Lucas Heights est une des banlieues les plus au nord de la zone métropolitaine contigue d'Auckland, située dans l'Île du Nord de la Nouvelle-Zélande.

## Situation
Elle est localisée dans le secteur de North Shore, directement à l’ouest de la localité d’Albany, et est située dans le ward d’Albany (en) pour ce qui concerne la gouvernance locale ,.

## Histoire
La limite est de la banlieue est formée par « Lucas Creek », qui est connue comme telle depuis 1840. Le nom est pensé comme provenant d’un colon nommé Lucas, dont les terres s’étendaient à l’angle de la crique 